# Here I Am... Yes, It's Me
Here I Am... Yes, It's Me è il terzo album studio della cantante Nikka Costa, pubblicato dalla casa discografica Polydor Records nel 1989. L'album è stato pubblicato in Europa e in America del Sud con il titolo Loca tentación.

## Tracce
1. Renegade (Take My Breath Away) – 4:05
2. Midnight – 4:29
3. No Guarantee – 3:39
4. Don't Cry – 3:43
5. Jimmy – 3:44
6. You Just Said A Heartful – 3:21
7. What Have You Done to My Heart – 4:05
8. Boyfriend – 3:37
9. No One – 3:09
10. Victim – 3:30
11. All in My Head – 4:16
12. Suddenly – 3:40